# Ras Kamboni
Ras Kamboni sau Ras Chiambone (în italiană Capo Chiambone) este un oraș din Somalia.